# Bettyhill
Bettyhill, schottisch-gälisch: Am Blàran Odhar, ist ein kleiner Ort in Nordschottland. Er liegt etwa 50 km westlich von Thurso und 20 km östlich von Tongue an der A836. 2011 lebten 576 Personen in Bettyhill. Er wurde 1819 durch Elizabeth, Gräfin von Sutherland gegründet. Sie ließ diesen Ort damals als Ersatz für die Ortschaft Rosal in Strathnaver, dessen Einwohner vertrieben wurden, errichten und benannte ihn nach sich selbst.
Der ursprüngliche Ort wurde wegen der immer intensiveren Nutzung durch Schafherden im Zuge der Highland Clearances geräumt, die Bewohner vertrieben. Diese drastische Vorgangsweise war für die damalige Zeit durchaus ungewöhnlich und wurde von den Zeitgenossen kontrovers betrachtet. Im heutigen Ort gibt es ein Mahnmal zu den historischen Vorgängen.
Die Steinkiste von Baile Mhargaite 1 und die Steinkiste von Chealamy liegen im bzw. beim Ort.